# Piñeira (Sarria)
Piñeira (llamada oficialmente San Miguel de Piñeira) es una parroquia y una aldea española del municipio de Sarria, en la provincia de Lugo, Galicia.

## Organización territorial
La parroquia está formada por doce entidades de población:

### Entidades de población
Entidades de población que forman parte de la parroquia:
- Cedrón
- Couso
- Ferradal
- Lamparte
- Outeiro
- Piñeira
- San Breixo
- Teibalde (Teibalte)
- Vilameá
- Vilela

### Despoblados
Despoblados que forman parte de la parroquia:
- Casdoniño
- San Paio

## Demografía

### Parroquia
| Gráfica de evolución demográfica de Piñeira (parroquia) entre 2000 y 2021 |
|                                                                           |
| Datos según el nomenclátor publicado por el INE.                          |

### Aldea
| Gráfica de evolución demográfica de Piñeira (aldea) entre 2000 y 2021 |
|                                                                       |
| Datos según el nomenclátor publicado por el INE.                      |